# El Defensor del Obrero
El Defensor del Obrero ili na hrvatskom Zaštitnik radnika bile su urugvajske dnevne novine koje su izlazilo od 25. kolovoza 1895. do 2. veljače 1896. u Montevideu.
Novine su nosile naslov prvih znanstveno-socijalističkih novina u Urugvaju te su okupljaje socijalističke intelektualce i pristaše socijalizma u Urugvaju.
Izlazile su na španjolskom jeziku, te su bile važan izvor europskih novina o stanju socijalizma u Južnoj Americi potkraj 19. stoljeća.
Urednici novina bili su predsjednik Radničke unije José Capalán i Muvo Luzzoni.
Nakon gašenja novina, mnoge su su pristaše socijalizma nalazile u tajnosti sve do osnivanja Komunističke partije Urugvaja 1920. godine.